# AmeriQua
AmeriQua è un film del 2013 diretto da Giovanni Consonni e Marco Bellone.
La pellicola, di produzione italiana, è stata girata in lingua inglese.